# Moberly
Moberly é uma cidade localizada no estado americano de Missouri, no Condado de Randolph.

## Demografia
Segundo o censo americano de 2000, a sua população era de 11.945 habitantes.
Em 2006, foi estimada uma população de 13.992, um aumento de 2047 (17.1%).

## Geografia
De acordo com o United States Census Bureau tem uma área de
30,0 km², dos quais 29,9 km² cobertos por terra e 0,1 km² cobertos por água. Moberly localiza-se a aproximadamente 264 m acima do nível do mar.

## Localidades na vizinhança
O diagrama seguinte representa as localidades num raio de 20 km ao redor de Moberly.